# Moraice
Moraice (cyr. Мораице) – wieś w Czarnogórze, w gminie Pljevlja. W 2011 roku liczyła 46 mieszkańców.